# Gospodari tame
Gospodari tame su skupina iznimno moćnih i zlih Digimona iz istoimene franšize koja se pojavila u prvoj sezoni animea, Digimon Adventure. Sačunjavaju ju četiri Digimona na Mega levelu, a grupu je, kao osvetu i oruđe za osvajanje Digitalnog svijeta, stvorio Apocalymon

## Pojavljivanje

### Digimon Adventure
Stvoreni od strane Apocalymona kao sredstvo za dominaciju i osvetu nad Digitalnim svijetom, Gospodari tame su iskoristili odsustvo Izabrane djece i njihovu borbu s Myotismonom u stvarnom svijetu kako bi napravili kaos u Digitalnom svijetu i preuzeli potpunu kontrolu nad njim. Prvi član grupe bio je i njihov vođa, Piedmon, a kasnije su se njemu pridružili Machinedramon, Puppetmon i MetalSeadramon. Još je uvijek nepoznato je li Apocalymon doslovno stvorio Gospodare tame ili je iskoristio postojeće Digimone, omogućio im Digivoluciju na Mega level i učinio ih zlima. Zarobili su četiri Vrhovna Digimona, a u flashbacku saznajemo kako su još davno napali dvorac u kojem je Gennai uzgajao Digimone za Izabranu djecu i pokušaili ih uništiti, no pokušaj im nije bio uspješan. Njihovo središte postao je Spiralni brijeg za čije su stvaranje iskoristili dijelove Digitalnog svijeta i iz kojeg promatraju sve što se događa u samom Digitalnom svijetu. Djecu dočekuju odmah po njihovom povratku u Digitalni svijet i bez većih problema odnose pobjedu. Kada ih dočekaju u koloseumu, Piedmon, prerušen u običnog klauna, ispriča priču o njihovom skorom padu i vrlo brzo počinje napad na djecu. Tijekom prvog susreta s Gospodarima tame, djeca su uočila kako su oni iznimno opasni neprijatelji, hladni i nemilosrdni, te kako njihove trenutne snage nisu dovoljne da poraze sva četiri Gospodara tame. Nakon što je Chuumon skočio pred Piedmonov bodež da spasi Mimi, došao je Piximon i spasio djecu, no žrtvovao je sebe u procesu. 
Djeca tada nastavljaju svoj put kroz Digitalni svijet i planiraju kako uništiti Gospodare tame. Njihov prvi protivnik je MetalSeadramon, gospodar mora. Nakon što uspiju izbjeći zamku koju im je namjestio Scorpiomon bježe u more gdje ih od MetalSeadramona spašava Whamon. Dok plivaju s Whamonom po dubinama oceana, Izzy zaključi kako bi WarGreymon mogao biti taj koji će poraziti MetalSeadramona, zbog čega Tai započinje pripreme s Agumonom. Ubrzo smisle konačni borbeni plan i krenu u sukob s MetalSeadramonom. No, ubrzo se pokazuje kako ostvarenje plana nije baš jednostavno jer MetalSeadramon vrlo lukavo koristi prednost koju posjeduje u vodi. Kada Whamon odluči pomoći i biva ubijen od strane MetalSeadramona zbog miješanja u borbu, WarGreymon odluči osvetiti dobrog prijatelja i svoji napadom proleti kroz MetalSeadramona, tako ga ubivši. Nakon što su se njegovi podatci raspršili, morske površine su počele nestajati i povlačiti se prema Spiralnom brdu. Ta pojavnost povlačenja teritorija nakon smrti jednog od Gospodara tame pojavljivat će se do samoga kraja. 
Sljedeći protivnik im je Puppetmon, gospodar šuma. Iako infantilan i umišljen, pokazuje se kao vrlo prepreden protivnik. Prvi kod djece stvara veliku pomutnju služeći se daljinskom kontrolom nad šumom i lutkama djece, a poslije otima i T.K.-ja kojeg upotrebljava kao igračku koju pokušava ubiti. Kada ga T.K. lukavo prevari da mu dovede barem jednog od svojih prijatelja, a u međuvremenu pobjegne, Puppetmon pobijesni i započinje svoju osvetu. Prvo preko Cherrymona izmaniupulira Matta da se mora boriti s Taijem (kasnije će ubiti tog istog Cherrymona), a kasnije ulazi u direktan sukob s djecom koja se nisu željela odvojiti. Nakon što ga ovi poraze, aktivira posebnu sposobnost svoje kuće koja napadne djecu, a on se sam da u bijeg. Na putu ubije jednog RedVegiemona i susretne Matta i MetalGarurumona. Nakon što neuspješno pokušava izmanipulirati MetalGarurumona, krene u napad, ali ovaj ga bez većih problema ubije. Tada se njegova kuća raspadne, a šuma se počinje povlačiti. 
Nakon razdvajanja, Tai, Kari, Sora, Izzy i T.K. kreću dalje u Digitalni Grad gdje ih čeka Machinedramon, gospodar gradova. Izrazito nemilosrdan, hladan i okrutan (kao pravi stroj), pokazao se kao iznimno težak protivnik. Svaki put je lukavo otkrio Taijevu i Izzyjevu lokaciju prilikom njihovog traženja lijeka i dočekao ih sa svojom vojskom, a kada su ga uspjeli prevariiti, aktivirao je Plan Z, ondnosno postepeno uništavanje vlastitog grada kako bi se tako riješio i djece. Kada se ovi pak uspiju spasiti i izbjeći uništenje uzrokovano Planom Z, napada ih sam Machinedramon i, sa samo jednom paljbom iz svoja dva plazma topa, uspijeva uništiti cijeli neboder i velik dio okolnog prostora, šaljući tako djecu u podzemlje grada. Tamo od WaruMonzaemona saznaje gdje su djeca (kasnije će ubiti tog WaruMonzaemona) i ponovo ih odluči osobno "dočekati". Tamo bez problema svlada njihov prvi napad i pokušaj Numemona da ga ometu, ali u konačnom sukobu s WarGreymonom ipak biva poražen i presječen na tri dijela. Njegovi se podatci rasprše, a gradsko područje počinje nestajati.
Posljednji Gospodar tame bio je ujedno i najteži protivnik. Piedmon, neosporivi gospodar tame i stanovnik Spiralnog brda, bio je najokrutniji, najdemonskiji i najopasnij protivnik s kojim su se do tada susreli. WarGreymonove napade neutralizirao je bez imalo većih problema, a nije imao većih problema ni kada mu se pridružio MetalGarurumon i vrlo brzo je iskoristio svoju magiju kako bi ih pretvorio u privjeske za ključeve. To je postepeno radio i s ostatkom Izabrane djece sve dok ga MagnaAngemon nije naizgled poslao u njegovu smrt. Kada je MagnaAngemon vratio svu djecu i Digimone u njihov izvorni stadij, Piedmon se vratio s vojskom Vilemona, no nisu mu puno pomogli. Ipak, Piedmon je jednostavno bio previše moćan kako bi ga se ubilo zbog čega ga je MagnaAngemon morao zatvoriti u svoja Vrata sudbine, koja najvjerojatnije vode u Tamnu zonu. Time je Piedmon poražen, ali ne i ubijen, čime je postao jedini neprijatelj Izabrane djece koji nije ubijen. Priča o Gospodarima tame završila je, ali djeca su saznala kako ih čeka još jedan protivnik.

### Digimon Adventure 02
Iako se gospodari tame ne pojavljuju u ovoj sezoni, spominje ih se u nekoliko navrata. Prvi puta ih spominje Digitamamon (inače isti Digitamamon kao i iz prve sezone) prilikom razgovora s Joli u njegovom restoranu u kojem joj je pokušao dokazati kako jeni ne vrijede u Digitalnom svijetu. Sljedeći ih put spominje Azulongmon, jedan od 4 Vrhovna Digimona, kada govori kako su, tijekom prve sezone, Gospodari tame zaposjeli Digitalni svijet tako što su zatočili njih 4 i preuzeli kontrolu nad cijelim Digitaltnim svijetom.

### Digimon Tamers: Digimon Medley
U ovoj se igrli Gospodari tame pojavljuju kao bossevi u poglavlju "Ma no Yama no Shitennou Dark Masters" gdje ih se mora pobijediti u redoslijedu kao i u animeu. Ako ih se porazi tim redoslijedom, otvorit će se poglavlje "Saigo no Ankoku Digimon", no, ako ih se pobijedi bilo kojim drugim redoslijedom, otvorit će se znatno teže poglavlje "Aratana Sekai" u kojem igrač mora sam pronaći skrivene podatke.

## Članovi

### MetalSeadramon
MetalSeadramon je prvi od četiriju Gospodara tame s kojim se djeca suočavaju. Vlada Mrežnim oceanima, plažama i svim ostalim vodenim površinama, kao i većinom morskih Digimona. Iznimno je samouvjeren i egoističan, što mu za pravo daje njegova iznimna snaga i lukavstvo, ali je i iznimno osvetoljubiv i plane bez većih problema ako stvari ne idu prema njegovom planu. Porazio ga je, i ubio, Taijev WarGreymon. 

### Puppetmon
Pupptemon je drugi suparnik Izabrane djece i njihovih Digimona. Iako na Mega levelu, poprilično je malen zbog čega mnogi podcjenjuju njegove sposobnosti (npr. MetalEtemon), no zapravo je iznimno snažan. Izrazito je infantilan i u većini se situacija ponaša kao neodgojeno derište. Sve uvijek mora biti kako on hoće, a ako tako ne bude, tražit će osvetu ili će bijesno nasrnuti na nedužne žrtve (npr. Cherrymon). Ujedno je i iznimno egoističan i smatra da je savršen, dok je zapravo usamljen i nesiguran, te je u konstantnoj potrazi za prijateljem. Upravo ga njegova infatilnost košta života, te ga na kraju ubije Mattov MetalGarurumon.

### Machinedramon
Machinedramon je, ako bi se mjerila isključivo napadačka i fizička snaga, najsnažniji Digimon kojega su djeca susrela tijekom svog putovanja. Hladnokrvni, inteligentni i proračunati vladar gradova i urbaniziranih sredina, Machinedramon se pokazao kao iznimno težak protivnik. Ne posjeduje nikakve emocije i njegov je jedini cilj ostvariti svoj naum na bilo koji mogući način, ne osvrčući se što se može dogoditi drugima. Izrazito je destruktivan i ne tolerira neuspjeh (zbog čega je i ubio WaruMonzaemona). Također je iznimno siguran u samoga sebe, što mu se na kraju i osveti. Ubio ga je Taijev WarGreymon. 

### Piedmon
Piedmon je klaun Digimon na Mega levelu i vođa Gospodara tame. Iako naizgled poprilično normalan, Piedmon je iznimno moćan, a njegova moć ne ogleda se samo u njegovoj iznimnoj brzini, agilnosti i napadačkoj snazi, već i u njegovoj inteligenciji, lukavosti i mentalnoj spremnosti. Pokazao se kao jedan od najzahtjevnijih protivnika Izabrane djece i, za razliku od svog stvoritelja Apocalymona, pobjedu je pokušao odnijeti kombinacijom snage i uma (Apocalymon se tu puno više oslanjao na svoju destruktivnu i rušilačku snagu koju mu je dala želja za osvetom, ali koja mu je istovremeno onemogućila da se racionalno bori). Jedini je od Gospodara tame koji nakon poraza nije ubijen, već je poslan s druge strane MagnaAngemonovih Vrata sudbine (koja najvjerojatnije vode u Tamnu zonu) gdje je i vječno zatvoren i gdje, nakon borbe, i obitava.

## Teritoriji i podanici

### MetalSeadramon
MetalSeadramon je neosporivi gospodar mora, plaža i Mrežnog oceana u Digitalnom svijetu. Ima kontrolu nad svim vodenim površinama i tu dominaciju provodi preko svojih lakaja. Prvi od njih koji se pojavio bi je Ultra level Digimon Scorpiomon, moćni, ali lakomi Digimon koji bi učinio sve za porciju školjki. Uz sebe ima i grupu Divermona koji mu služe za podmorska istraživanja i lociranja. Shellmon, koji se ponovo pojavio na svojoj plaži, nema razjašnjen status tako da se ne zna je li on zapravo jedan od njegovih podanika ili samo Digimon koji brani svoju plažu. Predvodnik pokreta otpora u ovoj zoni bio je Whamon.

### Puppetmon
Puppetmon je gospodar šuma koje kontrolira iz svojeg doma u centru šume. Dom je napravljen u stilu kuće za djecu, te ga Puppetmon rabi kao centar svoje igraonice. Šumom upravlja uz pomoć daljinskog upravljača kojim može mijenjati elemente i tlo u šumi. Od njegovih podanika tu su Kiwimon, Mushroomon i Blossomon (koje je ubio), te Floramon i Deramon, koji su pomogli djeci. Njegov glavni savjetnik je iznimno inteligentni Cherrymon, a vidjelo se kako kontrolira vojskom Woodmona i RedVegiemona, te trima Garbagemona. 

### Machinedramon
Machinedramon je gospodar gradova i urbaniziranih dijelova, iako je cijela njegova moć centirana u jednom umjetnom gradu u kojem je uspio spojiti najveće znamenitosti stvarnoga svijeta (Eiffelov toranj, Crkva svetog Petra, New York) u jedno. Njegovi glavni asistenti su dvojica Hagururumona, a na dispoziciji ima Metelni carsku vojsku koji sačinjavaju Megadramon, Gigadramon, te mnogobrojne jedinice Mekanorimona i Tankmona, a pretpostavlja se da su i Guardromoni pod njegovom kontrolom. Njegove podzemne operacije vodi WaruMonzaemon, kojeg je na koncu ubio. Predvodnik pokreta otpora u ovoj domeni je Andromon.

### Piedmon
Piedmon je gospodar tame koji obitava na vrhu Spiralnog brda u glavnom sjedištu svih Gospodara tame. Tamo posjeduje teleskop preko kojeg promatra sve što se događa u Digitalnom svijetu, a unutar samog središta nalaze se brojne dvorane s preprekama (kao akrobatska dvorana) i balkon s ćupom u kojem se nalazi uže koja vodi u visinu. Njegova tjelohraniteljica i glavna pomoćnica je LadyDevimon, a na dispoziciji mu je vojska Vilemona. Guardromoni koji su prikazanu u flashbacku najvjerojatnije su pod Machinedramonovom kontrolom, kao i Mekanorimoni, ali ih je Piedmon privremeno dobio na uporabu.

## Žrtve
- Sukamon - kada su Gospodari tame počeli restrukturirati Digitalni svijet, zemlja se otvorila, a Sukamon je, pokušavajući pobjeći, pao u provaliju i umro.
- Chuumon - nakon Sukamonove smrti, sam je lutao Digitalnim svijetom i na koncu naišao na Izabranu djecu. Kada su se po prvi puta susreli s Gospodarima tame, Piedmon je bacio nož prema Mimi, a Chuumon je skočio i žrtvovao se kako bi spasio nju i umro.
- Piximon - došao je spasiti Izabranu djecu tijekom njihovog prvog susreta s Gospodarima tame. Kada ga je MetalSeadramon locirao, poslao je djecu u nevidljivoj kugli, a sam je ostao kako bi zadržao Gospodare tame. Ubijen je tijekom te borbe.
- Scorpiomon - izvorno MetalSeadramonov sluga koji je trebao zarobiti djecu u kućici na plaži. Djelomično je uspio, no brzo su ga porazili Zudumon i Lilymon i zamijenili njega s djecom u kućici. Kada je MetalSeadramon zapalio kućicu, Scorpiomon je izletio kako bi ugasio plamen. MetalSedramon je pobijesnio zbog neuspjeha, podigao ga i bacio s velike visine na tlo, tako ga ubivši.
- Whamon - pomagao je djeci u bijegu od MetalSeadramona, a htio je pomoći i u borbi, no djeca su mu rekla da se povuće jer je prelaka meta. Kada je WarGreymon imao problema prilikom borbe, Whamon je došao pomoći, no bijesni MetalSeadramon ga je napao svojom Moćnom bujicom i ubio ga.
- Mushroomon i Blossomon - dvojica Puppetomonovih podanika. Prilikom igre skrivača, T.K. ih je zamolio da ne odaju njegov položaj. No, bio je siguran da im ne može vjerovati pa je pobjegao na drugo mjesto. Kada je došao Puppetmon i pitao ih gdje je T.K., rekli su mu, no ni oni nisu znali da je pobjegao. Puppetmon se naljutio i, misleći da ga namjerno lažu, ubio ih.
- Cherrymon - mudri Puppetmonov savjetnik koji mu je pomogao zavaditi djecu. U trenutku kada ga je upozorio da bi ga djeca ipak mogla poraziti jer imaju nešto što on nema, ubio ga je.
- RedVegiemon - još jedan Puppetmonov podanik koji je želio pobjeći s njim, no ovaj ga je, smatrajući ga nebitnim i beskorisnim, ubio jer mu je priječio put i išao na živce.
- WaruMonzaemon - zla verzija Monzaemona; vodio je tvornicu za prislni rad (u kojoj je mučio Numemone) u podzemlju Machinedramonovog grada. Nakon što nije uspio zarobiti djecu, Machinedramon je daljinski aktivirao eksploziju i ubio ga.
- Numemon - radici iz WaruMonzaemonove tvornice, oslobođeni su od strane Kari i bili su joj iznimno zahvalni. Kasnije su došli pomoći u borbi s Machinedramonom i napali ga, no on ih je jednim potezom sve ubio.

## Vanjske poveznice
- Gospodari tame na Digimon Wiki